# Попасненська сільська рада
| Попасненська сільська рада — колишній орган місцевого самоврядування у Новомосковському районі Дніпропетровської області з адміністративним центром у с. Попасне. Сільській раді підпорядковані населені пункти: - с. Попасне - с. Надеждівка - с. Привільне - с. Тарасове |

## Склад ради
Рада складається з 16 депутатів та голови.

## Керівний склад сільської ради
| ПІБ                            | Основні відомості                                                               | Дата обрання | Дата звільнення |
| ------------------------------ | ------------------------------------------------------------------------------- | ------------ | --------------- |
| Бондаренко Анатолій Григорович | Сільський голова, 1952 року народження, освіта, безпартійний                    | 26.03.2006   | 31.10.2010      |
| Чернявський Вадим Миколайович  | Сільський голова, 1966 року народження, освіта середня спеціальна, безпартійний | 31.10.2010   |                 |

Примітка: таблиця складена за даними джерела